# Сухинов, Иван Иванович
Иван Иванович Сухинов (1795, село Краснокаменка Александрийского уезда Херсонской губернии, — 1 декабря 1828, Зерентуйский рудник) — декабрист, поручик Черниговского пехотного полка.

## Биография
Дворянин Херсонской губернии. Родился в семье коллежского регистратора Ивана Трофимовича Емельянова-Сухинова, служившего столоначальником Нижнего земского суда в городе Крылове. Позднее был волостным головой и сельским заседателем у военного поселения Краснокаменки Александрийского уезда, числилось за ним 4 души крепостных.

### Служба
22 ноября 1809 года — вступил на службу в Лубенский гусарский полк «по вербунке». Участвовал в Отечественной войне 1812 года в составе 3-й западной армии и заграничных походах 1813—1814 года (участвовал в сражениях Бауценом, у местечка Рехенбах ранен саблей в правую руку, под Кульмом, под Лейпцигом ранен в левую руку, плечо и голову). 3 декабря 1815 года произведён в унтер-офицеры; назначен в Херсонскую инвалидную команду, откуда, по выздоровлении, 9 октября 1816 года назначен в Изюмский гусарский полк; 17 апреля 1817 года переименован в юнкеры по предоставлении свидетельства о дворянстве. 20 марта 1818 года переведён в Черниговский пехотный полк подпрапорщиком. С 29 апреля 1819 — прапорщик; с 4 мая 1823 — подпоручик. В 1825 году переведён в Александрийский гусарский полк поручиком.

### Декабрист
Член Общества соединённых славян. Был знаком с членом Южного общества декабристом С. И. Муравьёвым-Апостолом. В сентябре 1825 года был принят в Южное общество декабристов. Вместе с А. Д. Кузьминым и М. А. Щепилло освободил из-под ареста братьев Сергея и Матвея Ивановичей Муравьёвых-Апостолов: по формуле Следственной комиссии, «был одним из офицеров, сделавших с целью освобождения арестованных двух братьев Муравьевых нападение на командира Черниговского полка Гебеля, причем последнему было нанесено 13 ран». Принял участие в восстании Черниговского полка. Ему удалось бежать, однако 15 февраля 1826 года он был арестован в Кишинёве.
По его показаниям были арестованы Иван Михайлович Бутович и Иван Иванович Левенштерн, признанные непричастными к тайным обществам. Военным судом был приговорён к смертной казни четвертованием, однако этот приговор по последовавшей 12 июля 1826 года Высочайшей конфирмации был заменен лишением чинов и дворянства и ссылкой в Сибирь на вечные каторжные работы. Отправлен 5 сентября 1826 года из Киева по этапу пешком в Сибирь; в марте 1828 года прибыл в Зерентуйский рудник Нерчинского завода. Участвовал в заговоре с целью освобождения всех заключённых декабристов. Приговорён к 300 ударам кнутом, клеймлению и смертной казни. Накануне казни повесился.

## Образ в кино
- «Союз спасения» — актёр Ефим Петрунин